# Crêt de Botte
Le crêt de Botte est un sommet de 1 391 m d'altitude situé dans le département de la Loire, au sein du massif du Pilat, une chaîne montagneuse située sur les contreforts orientaux du Massif central.

## Géographie
Ce sommet se situe entre le crêt de l'Œillon еt lе crêt de la Perdrix, sur les communes de Doizieux et de Véranne dont il constitue le point culminant. Il offre un large panorama sur la région et notamment sur les Alpes par beau temps.

## Histoire
Lors d'une évacuation sanitaire entre Luxeuil et Istres le 1er novembre 1944, les cinq membres d'équipage d'un Douglas C-47 Skytrain américain et 15 soldats blessés Alliés et Allemands trouvèrent la mort lors d'un crash entre le crêt de la Perdrix et le crêt de Botte. Deux stèles rappellent cet accident : l'une proche de la Jasserie et l'autre sur un sentier entre cette même Jasserie et le col de la Botte.

## Randonnée
Un sentier de randonnée relie le crêt de la Perdix au crêt de Botte en suivant les lignes de crêtes.